# Kechkul (journal)
Kechkul est un journal publié à Tbilissi en 1883 en langue azerbaïdjanaise.

## Histoire
Le premier numéro a été publié en 1883 à Tbilissi. L'éditeur du journal était Jalal Unsizadé.
Le journal a publié des articles journalistiques, des documents sur la langue, la littérature, l'art, l'éducation, des recommandations sur des questions sociopolitiques, des extraits d'œuvres originales, des traductions d'exemples de littérature orientale et européenne.